# Month-to-date
La expresión inglesa month-to-date («mes hasta la fecha»), frecuentemente abreviada MTD, se utiliza sobre todo en contabilidad para indicar la rentabilidad desde el día 1 del mes hasta hoy. 
MTD se utiliza específicamente en la preparación de estados financieros intermedios para comparar el rendimiento actual de la empresa en un mes específico con el de períodos anteriores.
Ejemplo: 
Los indicadores de rentabilidad para los fondos de inversión se miden en diferentes horizontes temporales.
En el análisis unitario destacamos las medidas de tiempo más comunes donde se mide la rentabilidad a:
1. Un día, una semana, un mes, tres meses, seis meses.
2. YTD: rentabilidad desde el 1 de enero hasta hoy.
3. MTD: rentabilidad desde el día 1 del mes hasta hoy.
4. Un año, tres años, cinco años y diez años: lo más frecuente es que se muestre la rentabilidad histórica en forma anualizada (TAE).
5. Rentabilidad por trimestres.

## Fuente
noticia publicada por ISEFI (Instituto Superior de Empresa y FInanza) -Indicadores de rentabilidad y riesgo de los fondos de inversión Archivado el 20 de febrero de 2017 en Wayback Machine.